# Башаев, Зелимхан Таусович
Зелимхан Таусович Баша́ев (род. 26 февраля 1993, Москва) — российский дзюдоист и самбист, мастер спорта России по дзюдо и самбо, чемпион III летней Спартакиады молодёжи России, обладатель Кубка России и Кубка Европы по дзюдо, бронзовый призёр чемпионата России по грепплингу. Старший брат Тамерлана Башаева. Воспитанник СДЮШОР № 9 «Шаболовка».

## Спортивные результаты
- Кубок России по дзюдо 2017 — ;
- Кубок России по дзюдо 2019 — ;
- 04.07.2019 ВС памяти Атабиева А. А. по дзюдо, мужчины-100 кг, г. Черкеск, Россия — ;
- 30.06.2019 Чемпионат России по дзюдо среди клубов, мужчины 90кг+, г. Новороссийск, Россия — ;
- 08.06.2019 Чемпионат Вооружённых сил России по дзюдо, мужчины-100 кг, г. Санкт-Петербург, Россия — ;
- 09.12.2018 Кубок России по дзюдо, мужчины-100 кг, г. Ханты-Мансийск, Россия — ;
- 12.10.2018 Командный чемпионат России по дзюдо, мужчины-100 кг, г. Грозный, Россия — ;
- 12.10.2018 Чемпионат России по дзюдо, мужчины-100 кг, г. Грозный, Россия — 5-е место;
- 01.07.2018 Чемпионат России по дзюдо среди клубов, мужчины 90кг+, г. Грозный, Россия — ;
- 05.05.2018 Кубок Европы по дзюдо, мужчины-100 кг, г. Сараево, Хорватия — ;
- 12.04.2018 ВС на Призы Республики Марий Эл по дзюдо, мужчины-100 кг, г. Йошкар-Ола, Россия — ;
- 29.03.2018 Чемпионат ВС «Динамо» по дзюдо, мужчины-100 кг, г. Казань, Россия — ;
- 18.02.2018 ВС памяти Зайцева Ю. А. по дзюдо, мужчины-100 кг, г. Москва,Россия— ;
- 21.01.2018 Кубок Европы по дзюдо, мужчины-100 кг, г. Бистрица, Словения — ;
- 10.12.2017 Кубок России по дзюдо, мужчины-100 кг, г. Брянск, Россия — ;
- 19.11.2017 ВС памяти Перминова В. В. по дзюдо, мужчины-100 кг, г. Тверь, Россия — ;
- 11.11.2017 ВС памяти Устинова Д. Ф. по дзюдо, мужчины-100 кг, г. Ковров, Россия — ;
- 22.10.2017 ВС памяти Андреева по дзюдо, мужчины-100 кг, г. Москва, Россия — ;
- 07.10.2017 ВС памяти Тюрина А. А. ,по дзюдо, мужчины-100 кг, г. Елец, Россия — ;
- 19.09.2017 Командный чемпионат России по дзюдо, мужчины-100 кг, г. Нальчик, Россия — ;
- 02.10.2016 Кубок Европы по дзюдо, мужчины, г. Тампере-100 кг, Финляндия — ;
- 11.09.2016 Командный чемпионат России по дзюдо, мужчины-100 кг, г. Хабаровск, Россия — ;
- 28.03.2016 Чемпионат России по спортивной борьбе грэпплинг-ги, мужчины-100 кг, г. Наро-Фоминск, Россия — ;
- 16.01.2016 Кубок Европы по дзюдо, мужчины-100 кг, г. Бистрица, Словения — ;
- 25.10.2015 МОТ памяти Андреева по дзюдо, мужчины-100 кг, г. Москва, Россия — ;
- 17.05.2015 Кубок Европы по дзюдо, мужчины, г. Оренбург-100 кг, Россия — 5-е место;
- 09.08.2014 III летняя Спартакиада молодежи России по дзюдо-100 кг, г. Пенза, Россия — ;
- 03.04.2014 Первенство России по дзюдо, молодёжь до 23 лет, г. Тюмень-100 кг, Россия — ;
- 04.03.2014 Первенство России по дзюдо, юниоры до 21 года, г. Анапа-90 кг, Россия — 5-е место;
- 04.02.2011 Первенство России по самбо, юноши до 18 лет-78 кг, г. Чебоксары, Россия — ;
- 22.02.2009 Первенство России по дзюдо, юноши до 18 лет-90 кг, г. Тверь, Россия — ;